# لويس جي. رودريغيز
لويس جي. رودريغيز (بالإنجليزية: Luis J. Rodriguez)‏ (1954، إل باسو في الولايات المتحدة)؛ كاتِب مُتخصِّص في أدب الأطفال، شاعر، سياسي، صحفي وروائي أمريكي.

## روابط خارجية
- لويس جي. رودريغيز على موقع ميوزك برينز (الإنجليزية)
- لويس جي. رودريغيز على موقع ديسكوغز (الإنجليزية)